# Sisyrinchium foliosum
Sisyrinchium foliosum là một loài thực vật có hoa trong họ Diên vĩ. Loài này được I.M.Johnst. miêu tả khoa học đầu tiên năm 1938.